# Paul Verhey
Paul Verhey is een Nederlands fluitist.
Hij was decennia een van de solofluitisten van het Concertgebouworkest. Daarnaast was hij actief als kamermusicus en was hij hoofdvakdocent fluit aan het Koninklijk Conservatorium in Den Haag.